# Hesalight
Lampevirksomheden Hesalight blev stiftet af direktør Lars Nørholt og viste sig efter Dagbladet Børsens afsløringer i marts 2016 at være en af de værste erhvervsskandaler i nyere tid, hvor Danske Bank, PenSam, PensionDanmark og IKEA tilsammen har tabt op til 750 millioner kroner på et obligationslån som følge af omfattende bedrageri og svindel.
Forud for afsløringen af skandalen var Hesalight blevet fremhævet som en solstrålehistorie af Vækstfonden, der havde ydet et såkaldt "grønt lån" til virksomheden, og Vækstfondens investeringsdirektør Rolf Kjærgaard vurderede at Hesalight var godt eksempel på en sund virksomhed som udvikler nye grønne løsninger.
Derudover blev Hesalight også fremhævet af daværende statsminister Helle Thorning-Schmidts i forbindelse med en tale ved Folketingets afslutningsdebat den 29. maj 2013, hvor hun udtalte:
| Citat                                                                  | — Og vi har sat halvanden milliard kroner af til udvikling af grøn teknologi, for eksempel i form af grønne lån og tilskud til grønne projekter. (...) HeSaLight, en lille lysvirksomhed på Sjælland, har udviklet en LED-belysning. Vi sparer energi, får et renere miljø – og flere eksportindtægter og arbejdspladser. Tilskud til grønne projekter virker. | Citat |
| Helle Thorning-Schmidt, statsminister og formand for Socialdemokratiet | |       |

Afsløringen af skandalen begyndte med at en række store virksomheder som A.P. Møller-Mærsk, Arla og Novo Nordisk, som selskabet havde omtalt som nøglekunder i prospektet, alle afviste den påstand og benægtede at have handlet med Hesalight. 
Sagen endte med at Erhvervsstyrelsen forkastede regnskaberne, Hesalight blev erklæret konkurs og Lars Nørholt blev sigtet af Bagmandspolitiet. Der blev efterfølgende rejst tiltale mod Lars Nørholt for bedrageri, dokumentfalsk, mandatsvig, skyldnersvig og momssvig - alt sammen af særlig grov karakter og for et samlet beløb på over en halv milliard danske kroner.
I 2023 blev en dom stadfæstet, hvor direktøren Lars Nørholt og to bestyrelsesmedlemmer skal betale 200 millioner kroner tilbage.